# Die schöne Gärtnerin
Die schöne Gärtnerin (La belle jardinière), auch genannt Madonna und Kind mit Johannes dem Täufer, ist eines der bekanntesten Marienbilder Raffaels. Entstanden ist es um 1507/08, kurz bevor Raffael von Florenz nach Rom übergesiedelt ist. Es ist das letzte einer Reihe ähnlich konzipierter Marienbilder, die Raffael zwischen 1504 und 1508 in Florenz gemalt hat.

## Geschichte
Die Provenienz des Bildes ist in der Fachliteratur umstritten. Manche Autoren identifizieren es mit einem Gemälde, das – wie es Giorgio Vasari erzählt – von Raffael nicht vollendet werden konnte und daher von Ridolfo Ghirlandaio fertiggestellt wurde. Auftraggeber des Bildes soll nach Vasari der Patrizier Fabrizio Segardi aus Siena gewesen sein, Thesen, die vom Louvre nicht bestätigt werden. Röntgenuntersuchungen des Bildes haben inzwischen ergeben, dass dieses Bild nicht durch eine zweite Hand ergänzt wurde.
Wie es nach Frankreich gelangt ist, ist nicht bekannt. Das erste Mal taucht es in einem Inventar der königlichen Sammlung als La Sainte Vierge en paysanne (= Die heilige Jungfrau als Bäuerin) auf, 1720 nennt es der französische Kupferstecher Pierre-Jean Mariette  in seinem  Abecedario La Jardinière (= die Gärtnerin) und in Briefen La Belle Jardinière. In dem Recueil d’estampes (1729) ist die Bezeichnungen für einen Stich von François Chéreau La Belle Jardinière wegen der schlichten Kleidung der Jungfrau („à cause de la simplicité avec laquelle la sainte Vierge est habillée“) und um dieses Bild von anderen, ähnlichen Marienbildern Raffaels, die ebenfalls um diese Zeit in Florenz entstanden sind – Madonna Esterhazy (Budapest, Museum der bildenden Künste), Madonna im Grünen (Wien, Kunsthistorisches Museum), Madonna mit dem Stieglitz (Florenz, Uffizien) – zu unterscheiden.

## Beschreibung
Dargestellt sind die Jungfrau Maria und der Jesusknabe in der Gesellschaft des Johannesknaben. Maria sitzt auf einem Felsbrocken mitten in einer Blumenwiese. Jesus lehnt sich an seine Mutter, die mit der Rechten seinen Rücken stützt und ihn mit der anderen Hand am Arm festhält. Ihm gegenüber kniet Johannes, bekleidet mit dem typischen Fellschurz Johannes des Täufers, in der Hand den Kreuzstab. Er schaut Jesus an, der den Blick auf seine Mutter gerichtet hat. Am Horizont erstreckt sich eine Mittelgebirgslandschaft hinter einem See, an dessen Ufer eine mittelalterliche Burg und eine kleine Stadt mit einem gotischen Kirchturm liegen. Über einen pastellblauen Himmel segeln weiße Wolken. Maria trägt über einem leichten langärmeligen Unterkleid ein schlichtes rotes Kleid, dessen weiter Ausschnitt schwarz eingefasst ist, ihr blauer Mantel fließt in reicher Fülle von der Schulter bis auf den Boden. In das blonde Haar ist ein zartes Schleiertuch eingeflochten. Die drei Figuren sind in eine pyramidale Form eingebunden und werden von dem Rundbogen des oberen Bildrandes überfangen. Das Gemälde ist am Saum des Gewandes mit RAPHAELLO URB. MDVII (I?) signiert.
Deutung

Als Hinweise auf die Passion Christi sind das Kreuz Johannes’ des Täufers zu lesen, ebenso wie der Griff des Jesusknaben nach dem Buch, das in Marias Arm liegt, ein Hinweis auf seine spätere Passion ist. Die Akelei in der Wiese spielen ebenfalls auf das Leiden und Sterben Jesu an, während der Wegerich als Mariensymbol auf die Demut der Jungfrau Maria hinweist.

## Replika
Die Madonna Leo X. gilt in der Kunstwissenschaft als eine der Repliken Raffaels. Dieses Bild soll Raffael dem Medici-Papst Leo X. zu seinem Amtsantritt am 11. März 1513 geschenkt haben. Es ist dem Louvre-Bild außerordentlich ähnlich – bis auf diverse Abweichungen in der Landschaftsdarstellung, aber auf Leinwand gemalt, oben gerade und nicht mit einem Rundbogen abgeschlossen. Der Ehemann der  Besitzerin des Bildes, der Winterthurer Anwalt Hanspeter Sigg, hat in einem Buch eine lückenlose Provenienz hergestellt über Leo X., dessen Neffen Innocenzo Cibo, nach dessen Tod es weiterhin im Besitz der Familie Cibo-Malaspina in Massa verblieb, verkauft an die Genueser Familie Cambiaso, die 1771 in Giovanni Battista Cambiaso den Dogen von Genua gestellt hatte. 1866 wurde das Bild von dem Winterthurer Kaufmann Jakob Weiss-Sulzer von Cambiaso erworben. Seitdem ist das Bild im Besitz der Familie Sigg. Dieses Bild wurde bisher nie öffentlich ausgestellt, etwa vorhandene Ergebnisse von Röntgen- und Infrarotreflektografie-Aufnahmen wurden bisher nicht publiziert und fehlen auch in Siggs Buch. Bei der Vorstellung des Buchs im Mai 2014 in einem Winterthurer Kinosaal, wurde nicht das Original, sondern nur eine 1:1-Kopie des Bildes gezeigt.
Das Walters Museum of Art zeigt eine Kopie des Bildes Madonna Leo X., die auf Mitte oder Ende des 17. Jahrhunderts datiert wird.

## Rezeption
Raphaels Schöne Gärtnerin ist bereits bald nach der Entstehung immer wieder kopiert worden, heute sind sechs Kopien bei Luitpold Dussler, einem aufgrund seiner Rolle in der Zeit des Nationalsozialismus mittlerweile umstrittenen Kunstexperten, dokumentiert.
Wahrscheinlich in der Raffael-Werkstatt entstanden ist die Zeichnung, die in den Harvard-Museen aufbewahrt wird. Es handelt sich wohl um die Kopie einer Vorstudie für das Bild. Die Federzeichnung, Format 27,3 × 19,4 cm, mit brauner Tinte und roter Kreide, zeigt unter einem Gitternetz die Madonna mit Kind und Johannes in einer leicht veränderten Komposition.
Die Kopie der Belle jardinière, die der junge Eugène Delacroix als Vorübung zu einem Altarbild für eine kleine Kirche in der Nähe von Paris angefertigt hat, ist nicht erhalten.
Zwei Maler der Moderne übernehmen Die Schöne Gärtnerin als Titel ihrer Bilder. Das Gemälde von Max Ernst La belle jardinière von 1929 bezieht sich in seinem Titel sowohl auf Raffael als auch auf das gleichnamige Pariser Kaufhaus. Raffael war die einzige historische Person, die Max Ernst in den Kreis seiner Pariser Malerkollegen in das Bild Au rendez-vous des amis aufgenommen hat. Das Bild wurde 1937 von den Nazis beschlagnahmt, in München auf der Ausstellung Entartete Kunst gezeigt und ist seitdem verschollen. 1967 entstand Ernsts Rückkehr der schönen Gärtnerin (Retour de la Belle Jardinière), es gehört zur Sammlung der Menil Collection, Houston.
Paul Klee schmückt sein Bild La belle jardinière von 1939, das keine inhaltlichen oder formalen Bezüge zu Raffaels Bild hat, mit dem verspielt-ironischen Untertitel „Ein Biedermeiergespenst“. Aus Anlass des 500. Geburtstags Raffaels 1983 gaben die Republik Kongo, Nicaragua und die Cookinseln Briefmarken mit dem Motiv der Schönen Gärtnerin heraus.

## Reproduktionen
Zur außerordentlichen Popularität Raffaels trug vor allem seine Vermarktung durch Kupferstiche und Radierungen bei, die Raffael selbst schon früh nach Kräften förderte. Bis ins späte 19. Jahrhundert zählte er zu den am meisten reproduzierten Künstlern überhaupt. Zu den ersten Reproduktionen der Belle jardinière gehören Pierre Andouins (1768–1822) Kupferstich von 1803 und Auguste Gaspar Louis Boucher-Desnoyers La belle jardinière de Florence, gestochen 1804. Desnoyer hat fast ausschließlich Raffael in Kupferstichen reproduziert, die wiederum in Heliogravüren verbreitet wurden. Es folgen Ernst Ludwig Riepenhausens Stich in Punktmanier um 1820, der ein seitenverkehrtes Brustbild der Madonna zeigt und Johann Adolph Roßmäßlers (1775–1858) Variante von 1821.
1876 entstand Gustave Levys (1819–1894) Stich La Belle Jardinière.
Auch in Meißen wurde die schöne Gärtnerin – auf eine Porzellantafel kopiert und aufwändig gerahmt – vermarktet (1815/1860).